# Сергій Парейко
Сергій Парейко (ест. Sergei Pareiko; нар. 31 січня 1977, Таллінн) — естонський футболіст, воротар, в минулому гравець національної збірної Естонії.

## Клубна кар'єра
У дорослому футболі дебютував 1993 року виступами за команду клубу «Садам», в якій провів чотири сезони, взявши участь у 66 матчах чемпіонату. 
Згодом з 1998 по 2004 рік грав у складі команд клубів «Казале», «Левадія» та «Ротор».
Своєю грою за останню команду привернув увагу представників тренерського штабу клубу «Том», до складу якого приєднався 2005 року. Відіграв за томську команду наступні п'ять сезонів своєї ігрової кар'єри. Більшість часу, проведеного у складі «Томі», був основним голкіпером команди.
До складу клубу «Вісла» (Краків) приєднався 2011 року. У складі команди з Кракова за три роки провів 64 матчі.
Один сезон (2013/14) провів у складі російського клубу «Волга» з Нижнього Новгороду, за який відіграв 19 матчів.
Завершив свою кар'єру в 2015 році виступами за естонський клуб «Левадія».

## Виступи за збірну
У 1996 році дебютував в офіційних матчах у складі національної збірної Естонії. Провів у формі головної команди країни 65 матчів, завершив виступи за збірну 2015 року.

## Титули і досягнення
- «Садам»

Володар Кубка Естонії (2): 1996, 1997.
- «Левадія»

Чемпіон Естонії (2): 1999, 2000.
Володар Кубка Естонії (1): 2000.
Володар Суперкубка Естонії (2): 1999, 2000.
- «Вісла» (Краків)

Чемпіон Польщі (1): 2011.